# Гребенское
Гребенское — село в Макаровском городском округе Сахалинской области России.

## География
Село находится на берегу Охотского моря, на расстоянии 16 км от города Макаров, административного центра округа. 

## История
До 1945 года принадлежало японскому губернаторству Карафуто и называлось Хигасирэбун (яп. 東禮文). После передачи Южного Сахалина СССР село получило современное название.
Постановлением Администрации Сахалинской области от 17.06.2004 № 84-па станция Гребенская преобразована в село Гребенское.

## Население
| 2002 | 2010 | 2013 | 2021 |
| ---- | ---- | ---- | ---- |
| 4    | ↘2   | →2   | ↘1   |

### Половой состав
Согласно результатам переписи 2002 года, в селе проживало 4 человека (3 мужчины, 1 женщина).

## Улицы
В деревне имеется одна улица — Железнодорожная.

## Транспорт
Вблизи села расположена станция Гребенская Сахалинского региона Дальневосточной железной дороги.